# Sifon (köksredskap)

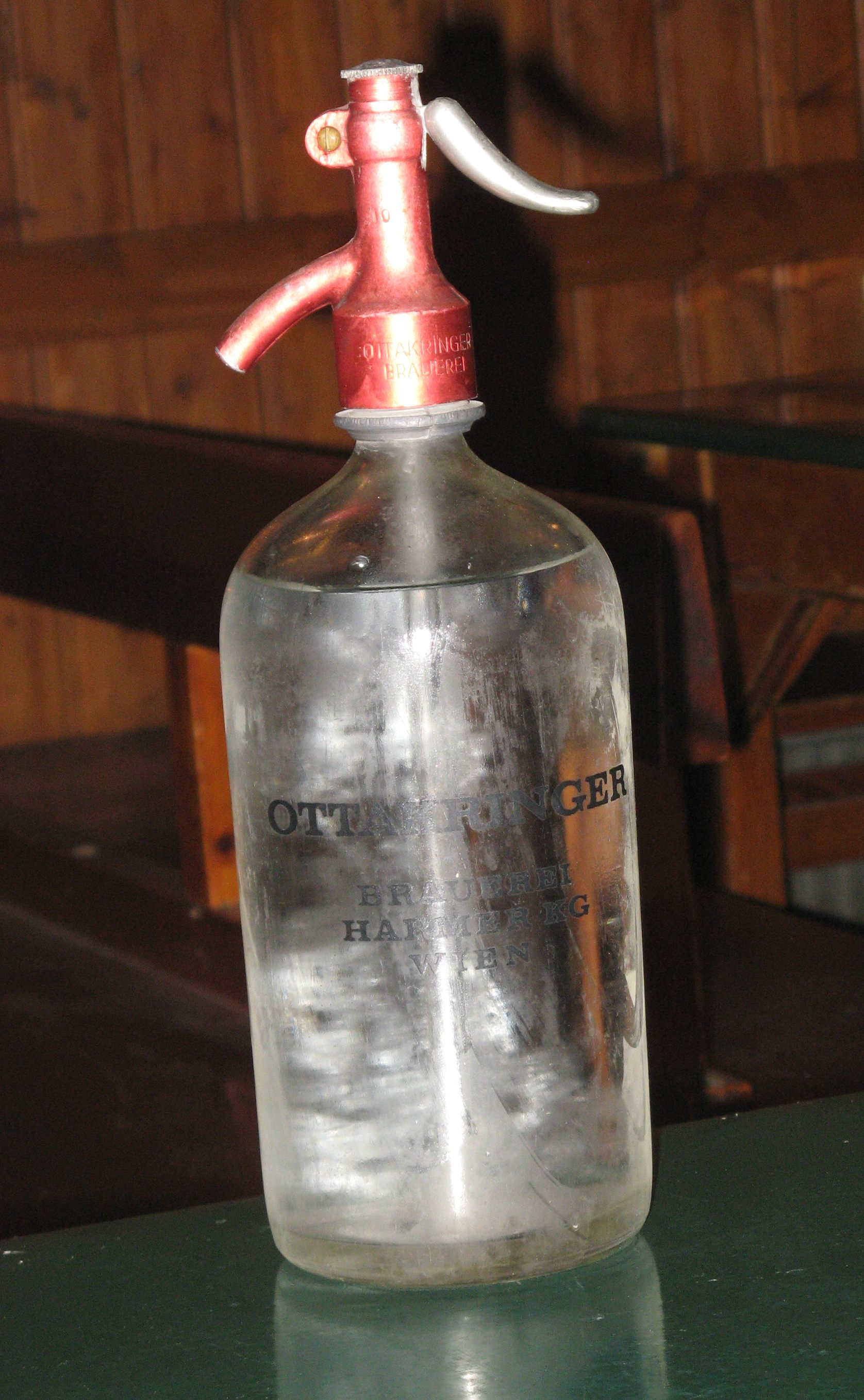
Sodasifon med vatten.

Sifon inom kök och bar kan syfta på antingen gräddsifon eller sodasifon. En sodasifon används för att kolsyra vatten eller annan vätska. En gräddsifon används oftast för att göra vispgrädde.

## Sodasifon

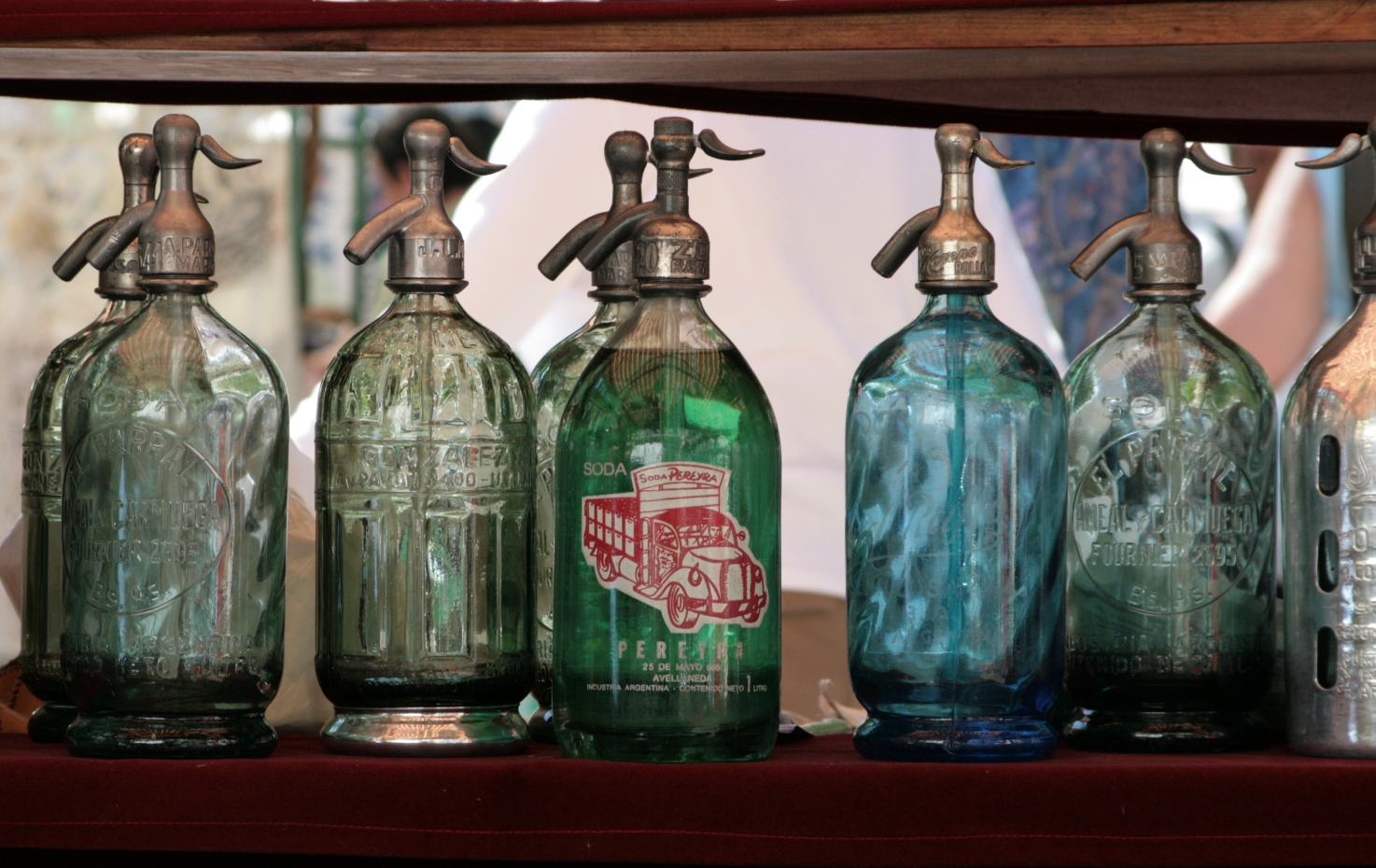
Sifoner

Sodasifonen fylls med vatten eller den vätska som ska kolsyras och sedan skruvas patronen med kolsyra i och vätskan är kolsyrad.
Sodasifonen uppfanns 1829 av två fransmän. De var populära under 1920- och 1930-talen, men populariteten sjönk då fler kolsyrade drycker började säljas på flaska och många av de fabriker i Östeuropa som tillverkade sodasifoner förstördes under andra världskriget.
Sodasifoner används ofta i tidiga Tom & Jerry- och Disneyfilmer, då figurerna sprutar vatten på varandra med dem.

## Gräddsifon
En gräddsifon fylls med grädde och en patron med lustgas skruvas i. När man sedan trycker för att släppa ut grädden kommer den att drivas ut med gasen och samtidigt bli luftig precis som vispad vispgrädde. 